# Кунгстредгорден

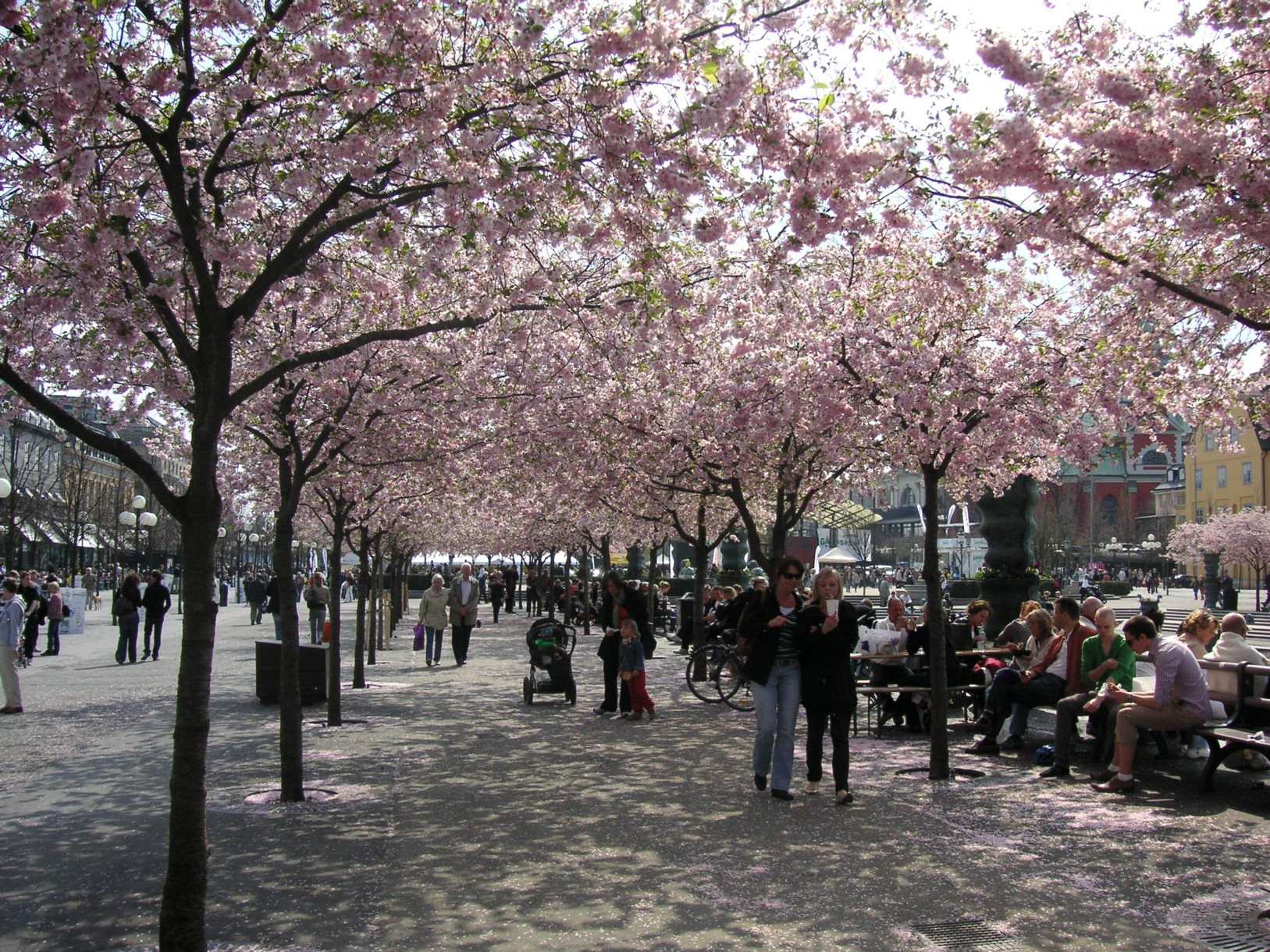
Kungsträdgården, cherry blossom

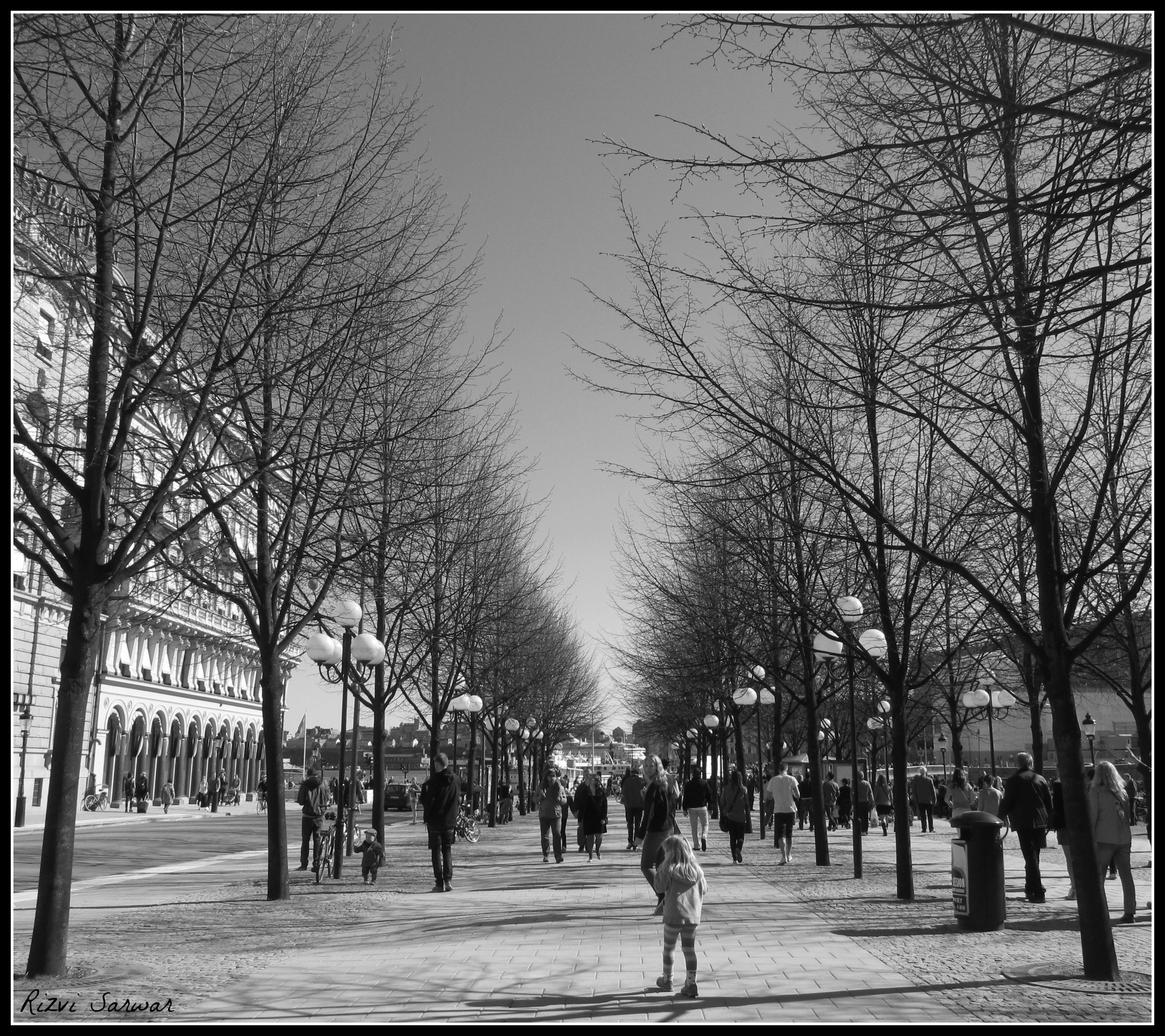
Stockholm, Sweden.

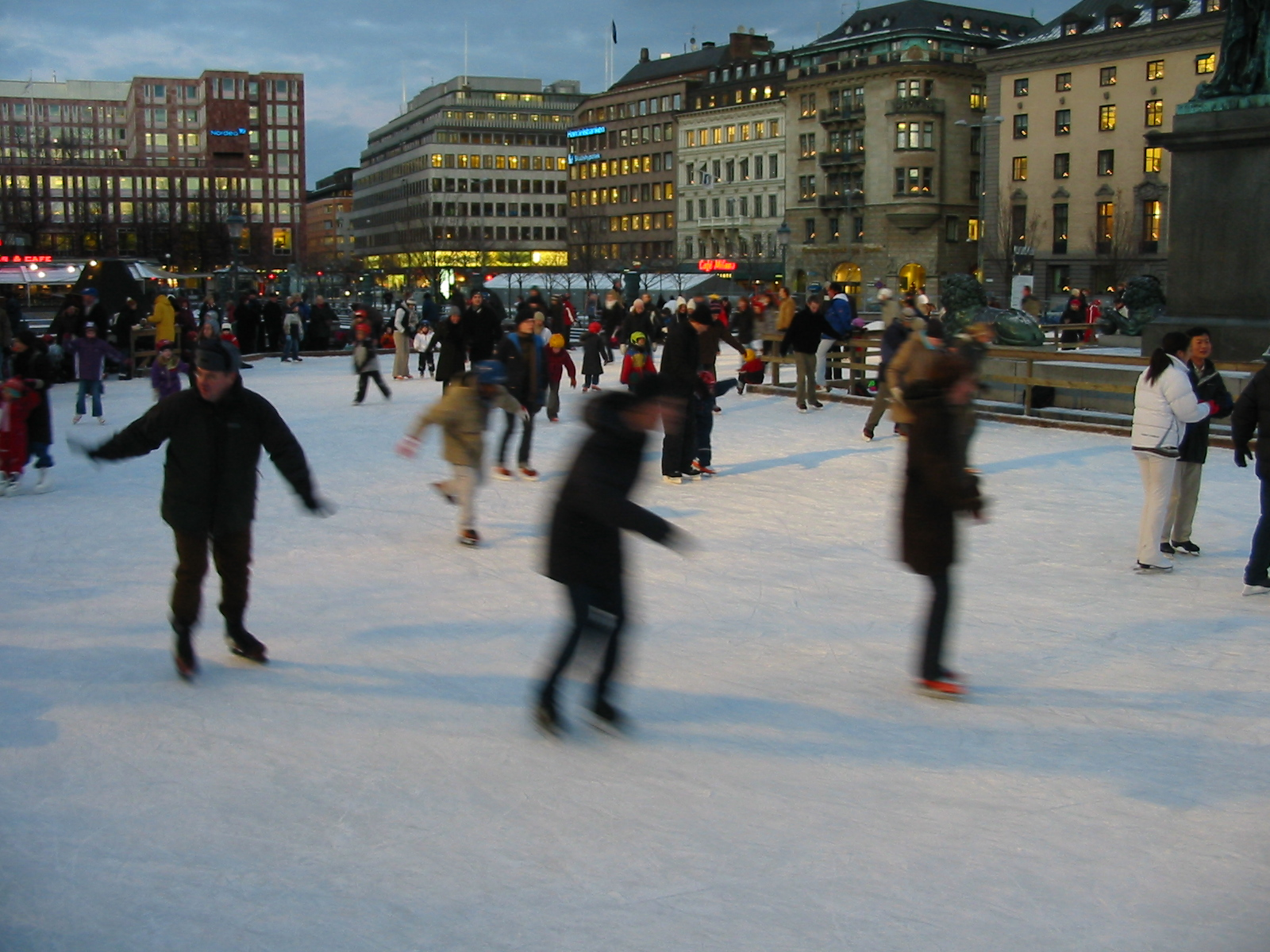
Ice skaters in winter

Кунгстредгорден («Королівський сад» шведською) — парк у центрі Стокгольма, Швеція. У розмовній мові відомий як Кунгсан.
Центральне положення парку та відкриті кафе, розташовані в ньому, роблять його одним з найпопулярніших місць для проведення часу та зустрічей у Стокгольмі. Крім того, у парку проводять концерти й заходи просто неба, а взимку також влаштовують ковзанку. У парку також є кав'ярні, мистецькі галереї та ресторани; наприклад, Galleri Doktor Glas, за назвою твору Доктор Глас Яльмара Сьодерберга, виданого в 1905.
Парк поділяється на чотири окремі частини (з півдня на північ): (1) Площа Карла XII; (2) Фонтан Муліна (3); Площа Карла XIII та (4) «Фонтан Володарського» (без офіційної назви). Адмініструванням парку та проведенням заходів в ньому займається Стокгольмська торгова палата.

## Огляд

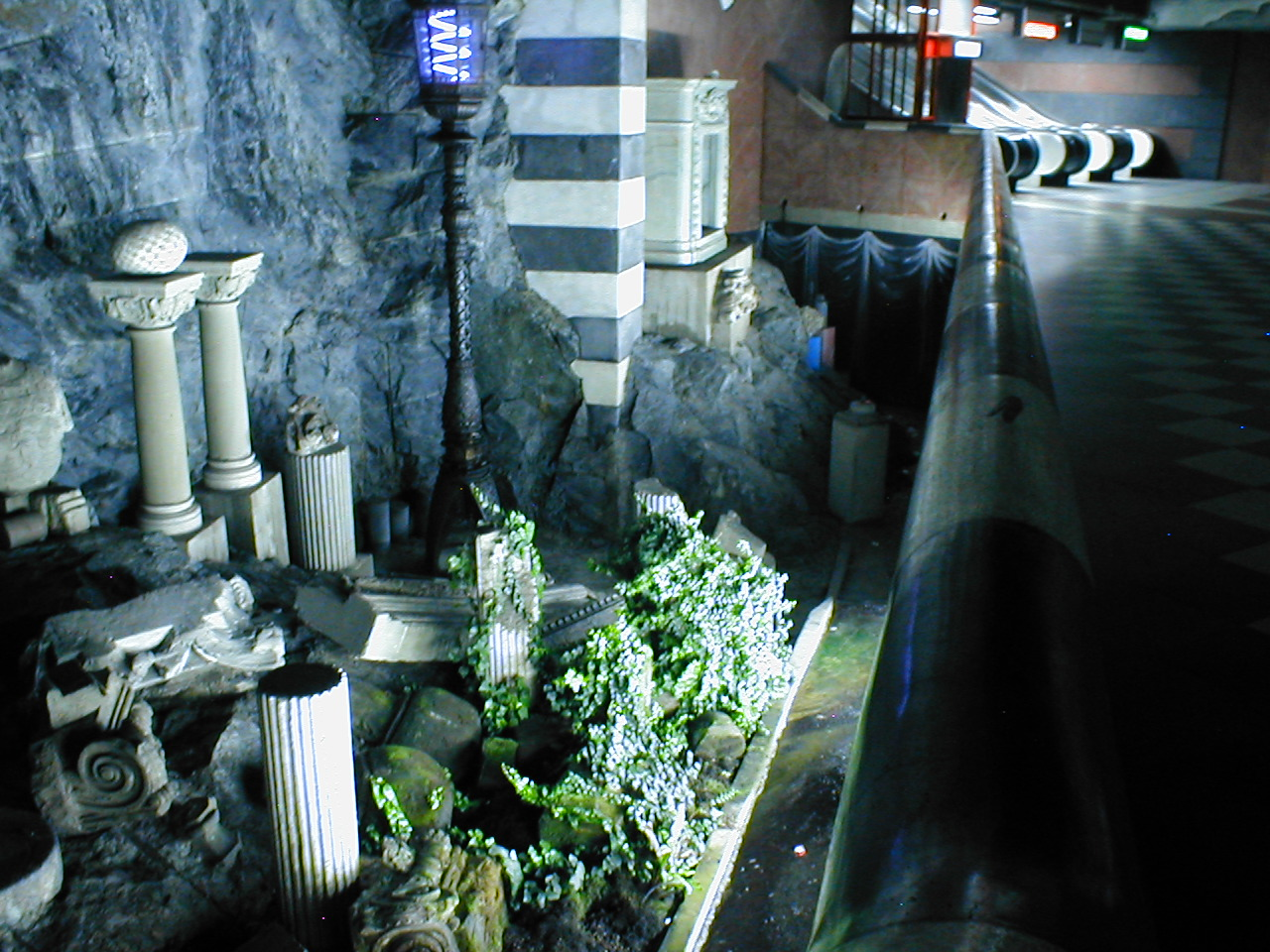
Витвори мистецтва біля станції метро Кунгстредгорден

По периметру Кунгстредгордену розташовані декілька визначних місць Стокгольму:
На південь від парку розташована набережна Стремгатан, що поєднує мости Стремброн та Норрбро, які обоє простягаються від Старого міста до Королівського палацу.
На північ від палацу - вулиця Гамнгатан, на якій розміщені універсами PK-huset та Nordiska Kompaniet (NK) які виходять на парк.
Кунгстредгордстгатан простягається вздовж східної сторони парку. По ній розтяшовані кілька визначних будівель: Стокгольмська синагога, спроєктована Фредріком Вільгельмом Хуландером, збудована в 1867–70, Jernkontoret за проєктом Axel Kumlien, 1875, Palmeska huset архітектора Helgo Zettervall, 1884–86, нині штаб-квартира Handelsbanken, і Skandinaviska Enskilda Banken (SEB), а також станція Стокгольмського метро Кунгстредгорден.